# Notocallista
Notocallista је род морских шкољки из породице Veneridae, тзв, Венерине шкољке.

## Распрострањеност
Ово је ендемски род јужне Аустралије и Новог Зеланда.

## Врсте
Према WoRMS
- Notocallista kapitea Beu, 1970 †
- Notocallista makoensis (Marwick, 1931) †
- Notocallista multistriata (G. B. Sowerby II, 1851)
- Notocallista parki (Marwick, 1927) †
- Notocallista tecta Marwick, 1938 †
- Notocallista tersa Marwick, 1938 †
- Notocallista watti Marwick, 1938 †

- Подрод Notocallista (Fossacallista) Marwick, 1938 † представљени као Notocallista Iredale, 1924 (алтернативно представљен)
  - врста Notocallista (Fossacallista) parki (Marwick, 1927) † представљена као Notocallista parki (Marwick, 1927) † (алтернативно представљена)
  - врста Notocallista (Fossacallista) tecta Marwick, 1938 † представљена као Notocallista tecta Marwick, 1938 † (алтернативно представљена)
  - врста Notocallista (Fossacallista) tersa Marwick, 1938 † представљена као Notocallista tersa Marwick, 1938 † (алтернативно представљена)
  - врста Notocallista (Fossacallista) watti Marwick, 1938 † представљена као Notocallista watti Marwick, 1938 † (алтернативно представљена)
- Подрод Notocallista (Notocallista) Iredale, 1924 представљен као Notocallista Iredale, 1924 (алтернативно представљен)
- Подрод Notocallista (Striacallista) Marwick, 1938 представљен као Notocallista Iredale, 1924 (алтернативно представљен)
  - врста Notocallista (Striacallista) kapitea Beu, 1970 † представљена као Notocallista kapitea Beu, 1970 † (алтернативно представљена)
  - врста Notocallista (Striacallista) makoensis (Marwick, 1931) † представљена као Notocallista makoensis (Marwick, 1931) † (алтернативно представљена)
  - врста Notocallista (Striacallista) multistriata (G. B. Sowerby II, 1851) представљена као Notocallista multistriata (G. B. Sowerby II, 1851) (алтернативно представљена)

- врста Notocallista disrupta (G. B. Sowerby II, 1853) прихваћена као Callista disrupta (G. B. Sowerby II, 1853)

## Синоними
- Callista (Notocallista) Iredale, 1924
- Notocallista (Fossacallista) Marwick, 1938 † · прихваћен, алтернативно представљен
- Notocallista (Notocallista) Iredale, 1924 · прихваћен, алтернативно представљен
- Notocallista (Striacallista) Marwick, 1938 · прихваћен, алтернативно представљен